# Liste niederländischer Hoflieferanten

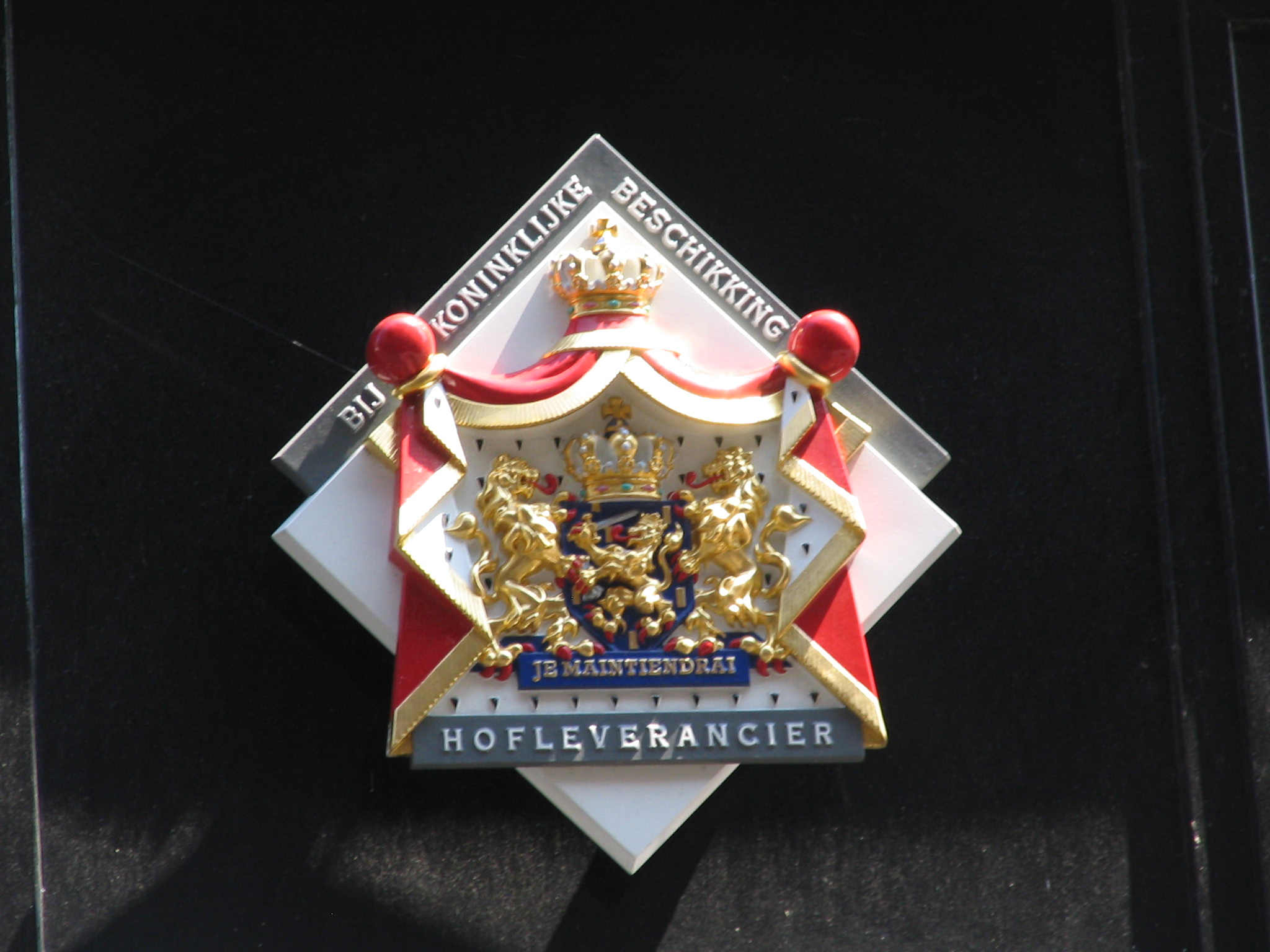
Niederländische Hoflieferanten dürfen das königliche Wappen in eigens für sie abgeänderter Form führen

In den Niederlanden wird ein Hoflieferant vom Monarchen (dem Königshaus) für seine Verdienste und auf Grund der hohen Qualität der Produkte mit dem Titel Koninklijk Hofleverancier (Königlicher Hoflieferant) geehrt. Im Gegensatz zu üblichen Hoftiteln wird der niederländische Hoftitel auch für Unternehmen vergeben, die keine Hoflieferanten an sich sind. In diesem Fall ist die Verleihung eine Form der staatlichen Auszeichnung und Anerkennung. 

## Königliche Hoflieferanten (Koninklijk Hofleverancier)
Die Liste unten ist auf dem Stand von 2009:

### A
- P.J. van Aalst Oosterse tapijten - Catharinastraat 14, XH Breda
- Aarnoutse Slagerij - Gennep
- Kwekerij Abbing b.v. - Odijkerweg 38a/b, 3709 JK Zeist
- Johan van den Acker Textielfabriek b.v. - Schoolstraat 18, KT Gemert
- Adriaens Molenbouw Weert b.v. - Weert
- Albers Alligator Projekten b.v. - Wageningen
- Alberts-Nienhuis b.v. - Sittard
- Alfa Brouwerij - Schinnen
- Alpina - van Houweninge & IJsselstijn b.v. - ‘s-Gravenhage
- Jos Amiabel - J.C. Eijckelhof b.v. - ‘s-Gravenhage
- Bakkerij Andringa - Hoofdstraat 66, Grou
- Bouwbedrijf Gebroeders Apeldoorn b.v. - Herenweg 40 - 42, ZG Egmond-Binnen
- Arps & Zoon Drukkerijen b.v. - Jaap van der Hoekplaats 10, AD Rotterdam

### B
- Firma G.C. Baggerman - Erichem
- Bakels Senior n.v., bakkerijgrondstoffen - Weesp
- Orgelmakerij Bakker & Timmenga b.v. - Leeuwarden
- Bakker Baarn Drukkerij - Baarn
- Scheepswerf Balk b.v. - Elburg
- Bams Slijterijen - Maastricht
- Banda Kollum Drukkerij b.v. - Kollum
- Baumann's Graveerinrichting b.v. - Palmstraat 62 - 66, HS Amsterdam
- Becker b.v. - Groningen
- A.C. Beeling & Zoon b.v. - Leeuwarden
- Beerse Specialiteiten Bakkerij - Sint Pancras
- Bender Delft b.v. - Leidschendam
- Wijnhandel Jean Berger b.v. - Roermond
- Jos Ten Berg's Handelmaatschappij b.v. - Nieuwegein
- Bernaards Transport b.v. - Halsteren
- Bierens Machinefabrieken b.v. - Ringbaan Noord 189, AB Tilburg
- Biesma Slagerij - Opeinde
- Bijvank Schoenen - Nijkerk
- Van de Bilt Zaden en Vlas b.v. - Sluiskil
- Bitter b.v., Footwear, Clothing & Accessories - Utrecht
- Blikman & Sartorius b.v. - Amsterdam
- Slagerij Blokker - Ede
- Repair Service Boer - IJsselstein
- B.K. de Boer b.v. - Drachten
- Drukkerij Gebroeders de Boer b.v. - Aalten
- T. Boer en Zonen b.v. - Nieuwerkerk a/d IJssel
- Coöperatie Boerenbond Deurne u. a. - Stationsstraat 122, HJ Deurne
- Drogisterij Boerhaave - Leiden
- Firma Weduwe Aug. Boermans - Venlo
- Schoenfabriek Wed. J.P. van Bommel b.v. - Oisterwijkseweg 40, XD Moergestel
- Maison de Bonneterie b.v. - Amsterdam
- Maison de Bonneterie b.v. - ‘s-Gravenhage
- Bontebal Bouw b.v. - Reeuwijk
- De Bonth van Hulten Bouwonderneming b.v. - Nieuwkuijksestraat 43-45, Nieuwkuijk
- Boomsma Distilleerderij b.v. - Edisonstraat 4-6, AW Leeuwarden
- M. Boonstra Banketbakkerij Tearoom - Drachten
- Drukkerij De Bink b.v. - Rooseveltstraat 3, BK Leiden
- Gebroeders Bos Timmerfabriek b.v. - Goudriaan
- P.C. Bosselaar, Meubelinrichting - Utrecht
- Slagerij Bouwense v.o.f. - Kortgene
- Van den Bouwhuijsen Bouwbedrijf b.v. - ‘s-Hertogenbosch
- Breedveld & Schröder b.v. - Almere
- Bressers Metaal b.v. - Tilburg
- Nic. Breuers Handel- en Exportmaatschappij b.v. - Venlo
- Broekens b.v., landbouwmechanisatie - Stiens
- Boekhandel Broekhuis b.v. - Hengelo
- Broekhuis Mode b.v. - Barneveld
- Slagerij Brolsma v.o.f. - Stiens
- Van Bruchem Deurenfabriek b.v. - Zaltbommel
- P. de Bruijn Wijnkopers Anno 1772 b.v. - Nijmegen
- Buddingh Natuursteen b.v. - Veenendaal
- Keurslagerij Buijzen v.o.f. - Oudenbosch
- Burggraaf Slagerij v.o.f. - Culemborg
- Schildersbedrijf W. van der Burgh - Maasland

### C
- Stroopfabriek Canisius-Hensen b.v. - Nagelbeek 6-8, EK Schinnen
- B.J. Carlier Banketbakkerij - Rotterdam
- Caspar de Haan b.v. - Eindhoven
- Caulil Slagerij - Etten-Leur
- Claassen F. Expeditie Transportbedrijf b.v. - Tilburg
- Kaarsenfabriek Cobbenhagen - Gulpen
- Concordia Drents Bouwmaterialen Handel b.v. - Meppel
- Cöoperatieve zuivelonderneming - Cono Kaasmakers, Midden-Beemster
- Copijn Groenekan Boomkwekerij-Tuinarchitectuur b.v. - Groenekanseweg 174, AK Groenekan
- A.J. Coppens & Zn. Installatiebedrijf - Alkmaar
- Boekhandel Couvée - ‘s-Gravenhage
- SalonCraft - Maastricht
- Firma C.A. Crebas - Groningen
- Cunera Vloerbedekking, Woningtextiel en Meubelen b.v. - Rhenen

### D
- Van Dam Brillen b.v. - Bodegraven
- Scheepswerf A. van Dam en Zn. b.v. - Aalsmeer
- Van Dam v.o.f. internationaal verhuis- en transportbedrijf - Terborg
- Dantuma - Henk Schrijvenaarstraat 1, VZ Haarlem
- Daris Expeditie Bergeyk b.v. - Bergeyk
- De Hoop Mengvoeders b.v. - Zelhem
- Modebedrijven Dechesne Noord n.v. - Groningen
- Bakkerij J. Dekker b.v. - Giessen
- Delbouw b.v. - Roermond
- J.M. van Delft & Zn b.v., staal en aluminiumbouw - Drunen
- Derckx Konstructie b.v. - Heel
- Van der Schoot Destil b.v. - Laurent Janssensstraat 101, AR Tilburg
- Dion Ketelaars Installatietechniek - Tilburg
- Machinefabriek G.J. Doeschot b.v. - Alkmaar
- Doornebal Interieur - Lienden
- Van Doorn's Bakkerij v.o.f. - Sint Michielsgestel
- Douenburg Brood en Banketbakkerij - Rijsbergen
- Douma Dokkum Drukkerij b.v. - Energieweg 1, Dokkum
- Lederfabriek P. Driesen Oosteind b.v. - Oosteind
- Aannemersbedrijf Drijvers b.v. - Den Bosch
- Kachels en haardenfabriek DRU b.v. - Ratio 8, RW Duiven
- Duetz Kleding b.v. - Voorheuvel 3-7, Postbus 187, AD  Zeist
- Jac. den Dulk & Zoon b.v. - Vissershavenweg 27, DJ ’s-Gravenhage
- Dusseldorp Fietsen - Dijkstraat 9, DM Lichtenvoorde

### E
- Eckhart b.v. - Rotterdam
- Ten Eekelder Schoenen b.v. - Hengelo
- Drukkerij Eems b.v. - Easterein/Littenseradiel
- Bakkerij Egberts & Co b.v. - Hedel
- Egner b.v. kantoor- en bedrijfsinrichting - Den Helder
- Van Enckevort Groothandel b.v. - Venlo
- Van Engelen & Evers b.v. - Heeze
- Engels b.v. - Rotterdam
- Van Es Schoenen en Lederwaren - Veghel
- Esser Kunstwerkplaatsen - Weert
- Eureka Biljart b.v. - Berlicum
- Slagerij Firma J.J. Evers - Arnhem
- Bakkerij Extra - Schinnen

### F
- Firma L. Faber & Zoon c.v. - Haarlem
- Juweliersbedrijf Fabery de Jonge b.v. - Goes
- Familiehotel Paterswolde b.v. - Paterswolde
- Farwick Groenspecialisten - Auke Vleerstraat 180, Enschede
- Felix & Dijkhuis b.v. - Boskoop
- A. van de Fliert - Barneveld
- Flipse Schoenen - Beekstraat 109, DZ Arnhem
- Fortuin Dockum b.v. - Dokkum
- Frissen Pieters, bloemensalon interieurbeplanting - Maastricht
- Gebroeders Fuite b.v., veevoederbedrijf - Genemuiden

### G
- Drogisterij G.J.R. van der Gaag en Zoon b.v. - ‘s-Gravenhage
- Gaemers Chronometrie - ‘s-Gravenhage
- Firma Weduwe A. Garsen - Zutphen
- C. Geytenbeek & Zns b.v. - Krullelaan 1, TB Zeist
- Gerla Products b.v. - Alphen
- Van Gestel Tweewielers - Geldropseweg 42, SJ Eindhoven
- Geurtsen b.v. - Amersfoort
- Wasserij Giezeman 'de Wasman' b.v. - ‘s-Gravenhage
- Slagerij Gillissen b.v. - Vlissingen
- Gimbrère b.v. - Tilburg
- Godschalk Bakkerij - Raadhuisplein 6, GN Zevenaar
- Adriaan Goede b.v. - Landsmeer
- Goldsteen Metal Manufacturing & Design b.v. - De Steenbok 10, ME Den Bosch
- Van Gorp Vouwkartonnage b.v. - Tilburg
- H.L. Granaat b.v., ijzer- en metaalwaren - Amsterdam
- Schoenfabriek H. Greve b.v. - Hoogeinde 64a, GD Waalwijk
- Grimbergen-Noordermeer b.v. - Rijnsburg
- Drukkerij Groen b.v. - Leiden
- Autobedrijf Grooters - Haaksbergseweg 2-4, AS Eibergen
- Schildersbedrijf Guldie b.v. - Barneveld

### H
- G.J. Haga, De Friese Sjees - Sneek
- Grondboorbedrijf Haitjema b.v. - Dedemsvaart
- Machinefabriek Hamminga b.v. - Utrecht
- Boekhandel Jac. van  Hardeveld b.v. - Veenendaal
- De Harense Smid b.v. - Oss
- HAVE Verwarming b.v. - Hullerpad 34, PA Lunteren
- V.o.f. Heems ‘sinds 1822' - Heemstede
- Bouwbedrijf Gebr. van der Heijden b.v. - Schaijk
- Schildersbedrijf A. van der Heijden v.o.f. - Rijsbergen
- Heineken n.v. - Tweede Weteringplantsoen 21, ZD Amsterdam
- Helmstadt b.v. - 1e Jacob van Campenstraat 14-18, BE Amsterdam
- Van Hengstum b.v. - Soest
- Hessels Natuursteenhandel b.v. - Amsterdam
- Hesselink Koffie - Winterswijk www.hesselinkkoffie.eu
- Slagerij Hetterschijt-Boekhorst - Westervoort
- Hoefnagels Groep - Zevenheuvelenweg 50, Tilburg
- Drukkerij Hoekstra - St. Annaparochie
- Hof & Blokker b.v. - Heilo
- Aannemingsmaatschappij Bouwbedrijf Hofman-Maasdijk b.v. - Blauwhek 27, NB Maasdijk
- Hofstede Optiek - Hoogstraat 37, AP ’s-Gravenhage
- J. Hoogeveen & Co. b.v. - ‘s-Gravenhage
- Distilleerderij Hooghoudt b.v. - Groningen
- Hoogland-Mennens b.v., technische groothandel voor de industrie - Dordrecht
- Boekhandel v.h. W.J. van Hoogstraten b.v. - ‘s-Gravenhage
- Kruidengroothandel Jacob Hooy & Co b.v. - Postbus 70, ZH Limmen
- Co van der Horst Woninginrichting - Amstelveen
- Hout-Brox b.v. - Schijndel
- Wasserij Van Houten b.v. - Heemstede
- Drukkerij Hovens Gréve b.v. - Steenwijk
- Van de Hurk b.v. - Eersel

### I
- Van Iersel b.v., metalen ramenfabriek - Zijlbergsestraat 31, Made

### J
- Jamin - Krombraak 2, CR Oosterhout
- Reprocentrum De Jong b.v. - Groningen
- De Jong Bakkerij v.o.f. - Oosterhout
- Huize Joossen b.v., traiteurs - Breda
- Jullens Banketbakkerij - Oude Schans 9, CM Delfzijl
- Jurry Terneuzen b.v. - Terneuzen

### K
- Kamerbeek - Juwelier b.v. - Nijmegen
- Firma W. Karsen en Zoon - Bodegraven
- Karssen Wonen - Nunspeet
- Kattenberg Verhuizingen b.v. - Nunspeet
- Kauffmann-Frankenhuisen-Corona - Weesp
- Postzegelhandel Keiser & Zoon b.v. - ‘s-Gravenhage
- Hotel De Keizerskroon b.v. - Apeldoorn
- André Kerstens b.v. - Tilburg
- Keyser & Mackay c.v. - Amsterdam
- Kiestra Juweliersbedrijf - Groningen
- Klein Beernink Kantoorspecialisten - Deventer
- De Klerk Binnenbouw b.v. - Nieuwerkerk a/d IJssel
- Klink's Bakkerij - Voorburg
- Firma J.F. Kloeg - Delft
- Cityflower Kloosterhuis - Winschoten
- Uitgeverij Kluitman - Jan Ligthartstraat 11, MR Alkmaar
- Kluytmans Patisserie, Lunchroom en Restaurantbedrijven b.v. - Eindhoven
- W. Kok Spaarndam b.v. - Raamsdonkveer
- Koning & Bienfait b.v. - Amsterdam
- Koopman Optiek b.v. - Kaasmarkt 1, BG Purmerend
- Koopmans & Bruinier b.v. - Amsterdam
- Slaapkamerspeciaalzaak Koops B.V. – Wezep
- Boekhandel Kooyker - Leiden
- Kos b.v., dames en herenmode - Anna Paulowna
- Wijnkoperij Kraakman, anno 1804 - Van Ostadelaan 272, JH Alkmaar
- Slagerij Ph. Kroes - Nieuw-Vennep
- F. Kuiper b.v. - Veendam
- Kuperus Almelo b.v. - Almela

### L
- Firma B.F. Lefering - Newtonstraat 2, PP Lichtenvoorde
- Laimböck Handschoenen en Lederwaren b.v. - Hoofddorp
- Gebroeders Lamberts Venlo b.v. - Venlo
- Lampe Technisch Textiel b.v. - Sneek
- Coöperatieve Land en Tuinbouw Vereniging - Zundert e.o., Zundert
- Langezaal & Inniger b.v., elektrotechnisch bureau - Admiraal Banckertweg 30, SR Leiden
- De Lau Modes b.v. - Speelheuvelstraat 15, AS Someren
- Lebesque - Hoogstraat 301, NA Eindhoven
- O. de Leeuw b.v. - Zwolle
- Lefébure & Zoon b.v. - Badhoevedorp
- Schildersbedrijf Lefering - Lichtenvoorde
- Lenferink & Zoon v.o.f. - Tubbergen
- Lindeboom b.v. - Zwolle
- Lindeboom Bierbrouwerij b.v. - Neer
- Linneweever b.v., maat- & orthopedisch schoenatelier - ‘s-Gravenhage
- Aannemersbedrijf Linthorst b.v. - Apeldoorn
- Locamation b.v. - Colosseum 11, 7521 PV Enschede
- Looijenga Banketbakkerij - Nijmegen
- Maison Louis - Maastricht
- Van Luijn Natuursteen b.v. - Tiel
- Carel Lurvink b.v. - Marssteden 40, 7547 TC Enschede
- Lutz Fashion Mode b.v. - Vinkeveen
- Luyt en Zonen b.v., transport - Oegstgeest

### M
- Bakkerij Van Maanen b.v. - Rijnsburg
- Drukkerij Maenen b.v. - Meersen
- Koffiebranderij Maison Blanche Deal - Maastricht
- Bakkerij Manintveld v.o.f. - Rockanje
- Slagerij Marlet b.v. - Traay 194, GV Driebergen-Rijsenburg
- De Marne's Fabrieken b.v. - Groningen
- Jos Martens & Zoon b.v. - Lieshout
- Gezondheidshuis Mathot b.v. - Pieter Goedkoopweg 12, EL Haarlem
- J. Meen brood en banketbakkerij - Delden
- Meinders, Echte Bakker - Rijssen
- Mekking Banketbakkerij - Bennekom
- Aannemersbedrijf Gebroeders Mensert b.v. - Delft
- Joh. Mets b.v. - Soest
- Metz & Co b.v. - Amsterdam
- B.V. Woninginrichting v/h Wed. G. Metz & Zonen - Rotterdam
- Van der Mey b.v. - Apeldoorn
- Mobach Pottenbakkers b.v. - Utrecht
- Meubelmakerij Moesman b.v. - ‘s-Gravenhage
- Huize Molenaar - Utrecht
- Monnikendam b.v., feestartikelen - Ged. Raamgracht 1-9, WE Haarlem
- Slagerij Mulder - Oldenmarkt
- Mur Brood en Banketbakkerij - Loosdrecht

### N
- Bakkerij Ten Napel - Klazienaveen
- Slagerij Nieuwendijk v.o.f. - Hilversum
- Noack's Specialité - Arnhem
- Banketbakkerij Nora b.v. - Gronsveld
- Lunchroom en Patisserie Noteboom b.v. - Utrecht
- Agrarisch Centrum Nuyens b.v. - Limmen

### O
- Wijnkoperij H.F.A. Okhuysen b.v. - Haarlem
- J.C. Olland b.v. - Zwolle
- Oosten Interieur b.v. - Haarlem
- Otto b.v., computer-kantoorinrichting - Broek op Langedijk
- De Ouderwetse Bakkerij - Harderwijk
- Oudshoorn, brood- en banketbakkerij - Warmond
- V.o.f. J.N. Out & Zoon, brood- en banketbakkerij - Ouderkerk a/d Amstel
- Oxener v.o.f., schoenen - Apeldoorn

### P
- Panhuijsen b.v., verpakkingen - Boogschutterstraat 14, BW Tilburg
- Pasch Venlo b.v. - Venlo
- Passier Sanitair b.v. - ‘s-Gravenhage
- Jan van Peer b.v., koken, tafelen, cadeaus - Emmen
- Eduard Pelger b.v. - Hoogstraat 16, AR ’s-Gravenhage
- Pelt & Hooykaas b.v. - Rotterdam
- Perida Meubelindustrie b.v. - Vijfhuizen
- Pet b.v. - Hoogeveen
- Pieterman Chocoladewerken b.v. - Breda
- Drogisterij A.J. van der Pigge b.v. - Gierstraat 3, GA Haarlem
- Jan van der Pigge b.v. - Haarlem
- Plate en Van Heusde b.v. - Almere
- D. van der Pol & Zonen b.v. - Wijk en Aalburg
- Handelsonderneming W.H.C. Poort b.v. - Utrecht
- Pot en Zoon b.v., verhuizingen en logistiek - Amersfoort
- Premsela & Hamburger - Amsterdam
- A.J. Prins, kantoorvakhandel - Chloorstraat 4, Delft
- Putter Specialiteiten Bakkerij - Uitgeest

### R
- Jan Reek Graniet b.v. - Neutronweg 9, LG Hoorn
- Vouwkartonnages Remmert Dekker b.v. - Wormer
- Firma A.H. Renssen en Zoon - Delft
- Bouw- en Schildersbedrijf Rijnierse & Zoon b.v. - Zijlweg 13, BA Overveen
- Rikkoert Juweliersbedrijven In 't Silverhuijs b.v. - Schoonhoven
- Robbers & Van den Hoogen b.v. - Arnhem
- Robertus' Zaadhandel b.v. - Winschoten
- Rodenburg Slagerij - Utrecht
- Slagerij Van Roessel - De Els 44e, HH Waalwijk
- Romeyn Mode b.v. - Barneveld
- Romijn IJzerwaren & Gereedschappen b.v. - Delft
- Ros Schoen- en Voetspecialist b.v. - Oranjestraat 1a, BD Didam
- Rosenberg's Import- en Handelsonderneming b.v. - Amsterdam
- Firma Rozing & Zoon - Heiloo
- Ruttenberg Optiëns - Hoorn

### S
- Schaap E.M.C. Engineering b.v. - Deventer
- Schefman Schilders - Maastricht
- Schermer Wijnkopers b.v. - Hoorn
- Van Schijndel Opslag & Transport b.v. - Helvoirt
- Schiltmans Tiel b.v., kraanverhuur - Tiel
- Schmidt Optiek b.v. - Amsterdam
- Joh. Schol b.v. - Zaandam
- Kunsthandel Schoonheim b.v. - Utrecht
- Schoonhoven-Buytendijk Vervoersbedrijf b.v. - Utrecht
- Eerste Nederlandse Kunstvuurwerkfabriek Schuurmans - Leeuwarden
- Senzora b.v., zeepfabricage - Deventer
- Bakkerij Carl Siegert - Harmelen
- In den Silveren Molenbeecker b.v. - ‘s-Gravenhage
- J.W. Smit Oud Beijerland b.v. - Oud-Beijerland
- Schoen en Sporthandel Smits b.v. - Heusden
- Soons Rolluiken-Zonwering b.v. - Maastricht
- De Spaansche Vloot b.v. - ‘s-Gravenzande
- Spanninga Metaal b.v. - Joure
- Jan Spek Rozen b.v. - Boskoop
- Stakeband b.v. - Heeze
- Van Stockum, Belinfante & Coebergh b.v. - ‘s-Gravenhage
- Stofberg & Zoon - Enkhuizen
- Van der Straaten Aannemingsbedrijf b.v. - Werfdijk 6, AN Hansweert
- Steenindustrie Strating b.v. - Gelmswijk 4, Oude Pekela
- Stumpel Boekhandel b.v.- Zwaag
- Van Swaay Hout b.v. - Industrieweg 10, VH Schijndel
- Swüste Sanitair b.v. - ‘s-Gravenhage

### T
- Tack's Schilders & Afwerkingsbedrijf b.v. - Cadzand
- Tapisserie- en Damastweverij - Tilburg
- Aannemingsbedrijf Van de Tempel b.v. - Kareldoormanweg 31, JD Schiedam
- Slagerij E.Terpstra - Franeker
- B.V. Stoelen- en Meubelfabriek - v/h C.H.Teurlincx & Meijers, Oirschot
- G. Thiessen Wijnkopers sedert 1740 b.v. - Maastricht
- Thijsen Rotatiedruk b.v. - Buren
- Th. Thoonen Nijmegen b.v. - Nijmegen
- Koffie- en Theehandel TikTak b.v. - Groningen
- Van Til Interieur b.v., woninginrichting - Noorderkade 1038, CJ Alkmaar
- H. Timmermans Roermond b.v. - Roermond
- Treurniet Mengvoeders b.v. - Berkel en Rodenrijs
- Van Trier b.v., landbouwmechanisatiebedrijf - Steenbergen
- V.o.f. Tuk Kraanverhuur - Molendijk 25, BE Klaaswaal

### U
- Ueberbach Schildersbedrijf b.v. - Panningen

### V
- Vadobag b.v. - Rijen
- Vaessen Juweliers b.v. - Heerlen
- Valkenburg Printers b.v. - Echt
- Varwijk Interieurbouwers - Ulft
- Van Veen Mode - Drachten
- Gebroeders Velhuizen b.v. - Veenendaal
- Bouwbedrijf E.S. Venrooij b.v. - Nootdorp
- Verboom & De Meer b.v. - Dordrecht
- Verhaag Parketvloeren Afbouwsysteem b.v. - Steeg 65, NN Sevenum
- Vermeer Patisserie - Lisse
- L. van Vermeulen v.o.f., supermarkt/drogisterij - Horn
- Vermeyden Delicatessen - Nieuwe Binnenweg 335, GJ Rotterdam
- Verschueren Orgelbouw Heythuijsen b.v. - Heythuysen
- Firma Jac. Verschuren-Pechtold - Haps
- Carrosseriefabriek Veth Arnhem b.v. - Arnhem
- Vink Diesel b.v., scheepsmotoren - Sliedrecht
- Visafslag Urk n.v. - Westwal 2, Urk
- L. Vliegenthart b.v. - Tiel
- Magazijn 'De Vlijt' - Utrecht
- Vollenhoven Olie b.v. - Tilburg
- J.C. van de Voort Houthandel en Zagerij b.v. - Udenhout
- Pompen en machinefabriek VOPO b.v. - Graft-De Rijp
- Drukkerij Vorsselmans b.v. - Zundert
- Verffabriek H. de Vos & Zonen b.v. - ‘s-Gravenhage
- Kapsalon Voskuil - Delft
- Vossebelt Holding b.v. - Emmen
- Drukkerij J.G. de Vries b.v. - Lorenzstraat 27, JP Sneek
- L. de Vries Hzn. b.v. - Groningen
- H. de Vries Boeken - Gedempte Oude Gracht 27, GK Haarlem
- Drukkerij Vrijdag b.v. handelend onder Vrijdag Premium Printing - Limburglaan 51, HR Eindhoven
- Firma Jac. P. Vrolijk - ‘s-Gravenhage

### W
- Waanders uitgevers, drukkers en boekverkopers - Zwolle
- Waardijk Schoenen b.v. - Alkmaar
- Wageningen en De Lange v.o.f. - Utrecht
- Walra Weverijen v/h van Dijk Manders & Co. b.v. - Waalre
- Walter Verhoeven Loodgieters en Leidekkerbedrijf b.v. - Nieuwkuijk
- Warmelo & Van der Drift b.v. - Vlaardingen
- Meubelmakerij, Behangerij en Stoffeerderij - v/h P.L. Warnars b.v., Noordeinde 23a, GB ’s-Gravenhage
- Van der Weerd b.v., offsetdrukkerij - Oosterhout (Gld)
- Weijman Vastgoedonderhoud - De Smalle Zijde 45, LM Veenendaal
- Bakker Welten b.v. - Breda
- Schildersbedrijf Van der Werf b.v. - Dorpsstraat 156, CG Hazerswoude-Dorp
- Wesseling Transport b.v - Sassenheim
- Wesselingh b.v., loodgieters en installatiebedrijf - Egmond aan Zee
- V.o.f. Wiercx & Zn. - Raamsdonkveer
- Van Wijk-Oostzaan Drukkerij b.v. - Oostzaan
- H.S. Wijn en Zn. b.v. - Gemert
- Wilbrink Slagerij - Beekbergen
- B.M. Willemars b.v. - Utrecht
- Slagerij Willems - Brusselsestraat 37, PB Maastricht
- Bakkerij Restaurant IJssalon Wissink - Groenlo
- Wuestman Kantoorwereld - Enschede

### Y
- Ypma Piano's Vleugels Keyboards b.v. - Alkmaar

### Z
- Zaanlandia Bekker Blik b.v. - Vermaningsstraat 24, AZ Krommenie
- Zalsman Drukkerij b.v. - Haatlanderdijk 14, Kampen
- Zandstra Schilderwerken b.v. - Dorpsstraat 84a, AH Sellingen
- W.H. Zeeman's Goud-, Zilver- en Juwelenhandel b.v. - Arnhem
- Van Zijp Juweliers b.v. - Zaandam
- Zuiderent Schilders en Afwerkingsbedrijf b.v. - 's-Gravendeel
- Coöperatieve Zuivelfabriek Rouveen u. a. - Rouveen
- Herberg-Restaurant 't Zwaantje - Groesbeekseweg 106, KH Mook